# Meduza
Meduza es un periódico en línea y agregador de noticias con sede en Riga, Letonia en idioma ruso, dirigido por Galina Tímchenko, exeditora en jefe del sitio web de noticias ruso Lenta.ru. Su editor desde marzo de 2019 es Ivan Kolpakov.

## Concepción
Meduza es un agregador de noticias, textos y podcasts en ruso que se seleccionan manualmente, a diferencia de las clasificaciones automáticas de Yandex News. El criterio principal para la publicación de contenido es la relevancia y confiabilidad de la información, no el estado de la fuente. Además, Meduza crea sus propios materiales. El sitio incluye cinco temas principales y no tiene secciones ni columnas. Uno de los formatos de la publicación es el análisis de temas complejos mediante tarjetas, similar al proyecto estadounidense Vox.

## Historia
En 2014, Galina Tímchenko fue despedida de su trabajo como editora en jefe de Lenta.ru y lanzó la nueva página web Meduza en octubre de 2014. Varios experiodistas de Lenta.ru se unieron al nuevo sitio web.
Tímchenko le dijo a Forbes que la decisión de basar Meduza en Letonia se tomó porque «ahora mismo, es posible establecer una editorial independiente en ruso en Letonia, mientras que en Rusia no lo es». Además, Tímchenko declaró: «Entendimos que en Rusia, muy probablemente, no nos dejarían trabajar».
El empresario y exoligarca ruso Mijaíl Jodorkovski y el magnate de las telecomunicaciones Boris Zimin habían sido considerados inversores pasivos; sin embargo, se separaron «por razones estratégicas y operacionales». Por razones económicas, Tímchenko y su socio en Amond & Smith Ltd., Serguéi Nazarkin, fundaron Meduza con sede en Letonia.
En febrero de 2015, el sitio web también lanzó una versión en inglés. En enero de 2016, la fundadora y directora ejecutiva Galina Tímchenko entregó el papel de redactor en jefe a su adjunto Ivan Kolpakov. En noviembre de 2018, Kolpakov anunció su dimisión tras un escándalo de acoso sexual. Fue reinstalado como editor en jefe el 11 de marzo de 2019.
En agosto de 2018, Meduza inició una asociación con BuzzFeed, un sitio estadounidense. La asociación incluye publicar los materiales del otro, compartir experiencias y publicar investigaciones conjuntas.
En 2019, Meduza inició el podcast en inglés The Naked Pravda, que «destaca cómo los principales informes de Meduza se cruzan con la investigación y la experiencia más amplias que existen sobre Rusia».

## Estructura
Meduza está dirigida por un equipo de alrededor de veinte periodistas que renunciaron a sus trabajos en Lenta.ru luego del inesperado despido de Galina Tímchenko de su puesto por parte del propietario del sitio web, el oligarca Aleksandr Mamut. No hay periodistas letones en el proyecto.
Desde marzo de 2015, Medusa ha publicado noticias diarias llamadas Evening Meduza.

## Audiencia
Tres meses después de su apertura, Meduza registró 1,3 millones de lectores mensuales de su publicación en Internet. En 2017, Meduza registró 7,5 millones por mes y 2 millones de seguidores en las redes sociales.

## Censura
Según Tímchenko, Meduza no solo serviría como agregador, sino que también produciría su propio contenido. Por lo tanto, su objetivo es llenar un nicho de mercado que existe debido a «una larga lista de temas prohibidos que los medios rusos no plantean por diversas razones, debido a la censura directa e indirecta».
El día después de su lanzamiento, Meduza fue bloqueado en Kazajistán, aparentemente debido a un artículo sobre la ciudad de Öskemen.
El sitio también ha sido bloqueado en Uzbekistán. Las razones de esto no están claras.
Meduza ha instalado medidas técnicas para eludir la censura con sus aplicaciones móviles.
En junio de 2019, la policía rusa detuvo al periodista de Meduza Iván Golunov por delitos relacionados con las drogas. Los colegas y amigos de Golunov dijeron que creían que los cargos eran fabricados, motivados por sus investigaciones sobre corrupción. Luego de una protesta pública, Golunov fue puesto en libertad, y cinco expolicías, que fueron despedidos, luego fueron arrestados.